# Urși, Olt
Urși este un sat în comuna Leleasca din județul Olt, Muntenia, România. Pe teritoriul localității se află biserica „Adormirea Maicii Domnului” construită în 1814. În ultimul timp localitatea și-a pierdut din importanță odată cu pierderea statutului de comună și dispariția unor instituții: judecatoria, școala sau căminul cultural.
 Acest articol despre o localitate din județul Olt este deocamdată un ciot. Puteți ajuta Wikipedia prin completarea lui.

Sat de o frumusețe rară cu păduri verzi de foioase, străbătut de râul Cungrea și cu celebrul copac,Tecul de la Ionicesti.